# Kavarna (huyện)
Kavarna là một huyện thuộc tỉnh Dobrich, Bungaria. Dân số thời điểm năm 2001 là 16688 người.